# 電撃帝王
『電撃帝王』（でんげきていおう）は、日本の漫画雑誌。メディアワークス（現アスキー・メディアワークス）刊『月刊コミック電撃大王』の増刊。年4回刊（1月・4月・7月・11月の26日発売）。
2004年4月26日に創刊したが、2006年11月26日発売のVOLUME11を最期に休刊。連載が終了していない作品は姉妹誌に移動する形となった。

## 掲載作品
- いおの様ファナティクス（藤枝雅）
- キョウハクDOG's（しゃあ）2010年『電撃G's Festival! COMIC』にて再開。
- こはるびより（みづきたけひと）『電撃萌王』にて続編が連載中。
- 地獄極楽TEMPEST（へかとん）
- シャイナ・ダルク 〜黒き月の王と蒼碧の月の姫君〜（原作：中山文十郎 作画：緋賀ゆかり）『コミック電撃大王』にて続編が掲載。
- SCAPE-GOD（高遠るい）
- ハムちゅ♪ 〜それゆけレッサーハムニャン〜（きぃら〜☆）
- MURDER PRINCESS（犬威赤彦）
- まったりさん（田中久仁彦）
- lunch box（POP&ふくなが）
- 皇龍飯店（竹山祐右）